# 火红霸鹟属
火红霸鹟属（学名：Deltarhynchus）是霸鹟科下的一个属。

## 下属物种
本属包括以下物种：
- 火红霸鹟 Deltarhynchus flammulatus (Lawrence, 1875)